# Samir Alakbarov
Samir Alakbarov (azeri: Samir Ələkbərov; 8 de Outubro de 1968) é um futebolista do Azerbaijão.

## Estatísticas Seleção Nacional
| Ano   | Aparências | Golos |
| ----- | ---------- | ----- |
| 1992  | 1          | 0     |
| 1993  | 3          | 1     |
| 1994  | 6          | 1     |
| 1995  | 4          | 0     |
| 1996  | 2          | 0     |
| Total | 16         | 2     |

## Títulos

### Clube
Neftçi Baku
- Liga do Azerbeijão: 1992, 1995-96, 1996-97
- Taça do Azerbeijão: 1995-96

### Individual
- Jogador : 1991, 1992, 1993
- Melhor Marcador da Liga do Azerbeijão: 1993